# بلبل گونه‌خاکستری
بلبل گونه‌خاکستری (نام علمی: Alophoixus bres) نام یک گونه از سرده بلبل‌های کاکلی است.
این گونه در برونئی، اندونزی، مالزی، میانکار، و تایلند یافت می‌شود. زیستگاهش نیز جنگل‌های مناطق کم‌ارتفاع است.